# Eugoa heylaertsi
Eugoa heylaertsi är en fjärilsart som beskrevs av Adalbert Seitz 1914. Eugoa heylaertsi ingår i släktet Eugoa och familjen björnspinnare. Inga underarter finns listade i Catalogue of Life.